# Řád Ho Či Mina
Řád Ho Či Mina (vietnamsky: Huân chương Hồ Chí Minh) je druhé nejvyšší státní vyznamenání Vietnamské socialistické republiky. Založen byl roku 1947. Udílen je občanům Vietnamu za mimořádné služby státu a příslušníkům ozbrojených sil za akty hrdinství v boji proti nepříteli.

## Historie a pravidla udílení

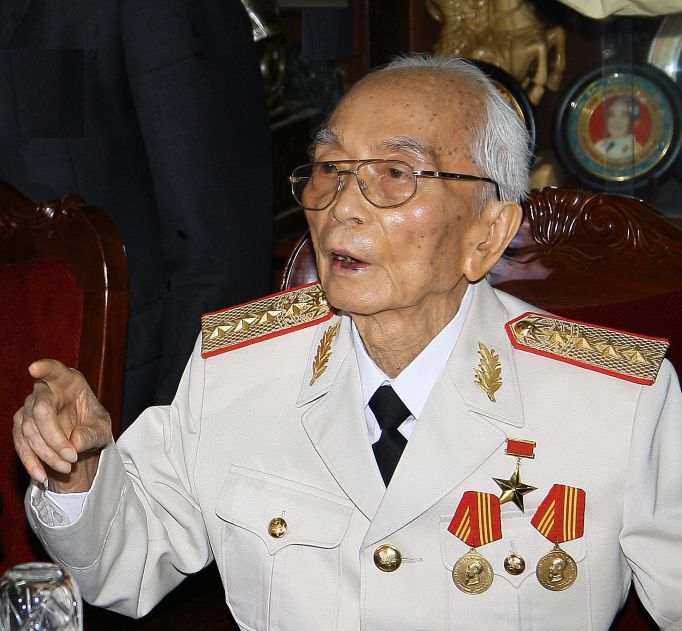
Võ Nguyên Giáp v uniformě zdobené dvěma Řády Ho Či Mina

Řád byl založen prezidentem Ho Či Minem dne 6. června 1947 a po prezidentu byl i pojmenován. Při svém založení byl řád udílen ve třech třídách, ale od roku 1981 je udílen ve třídě jediné.
Původně byl udílen občanům Vietnamu a to jak civilistům tak příslušníkům ozbrojených sil či organizacím. Udělen mohl být i cizím státním příslušníkům. Udílen byl za mimořádné úspěchy především v oblasti politiky, ekonomie, literatury, umění, vědy, technologie, národní obrany, bezpečnosti a diplomacie, ale může být uděle také za úspěchy v jiných oblastech. Od roku 1981 je udílen občanům Vietnamu za mimořádné služby státu a příslušníkům Vietnamských lidových ozbrojených sil za činy hrdinství během boje proti nepříteli. Uděleno může být i městům, oblastem, kolektivům, vojenským jednotkám či lodím na základě stejných kritérií, podle kterých je udíleno jednotlivcům. Řád může být udělen i posmrtně.

## Insignie
Kulatá řádová medaile je vyrobená ze žlutého kovu. Uprostřed je profil Ho Či Mina. Při vnějším okraji je v horní části nápis ve vietnamštině s názvem řádu. Ve spodní části jsou zkřížené vavřínové ratolesti.
Stuha je červená se třemi žlutými pruhy uprostřed. Po vzoru sovětských řádů pokrývá stuha kovovou destičku ve tvaru pětiúhelníku.